# Albert Moragues Gomila
Albert Moragues Gomila (Maó, 26 de juny de 1953) és un polític menorquí del Partit Socialista de les Illes Balears. Retirat de la política activa el gener de 2011.
Treballà com administratiu i fou vicesecretari general de la Federació Socialista de Menorca. Ha estat vicepresident del Consell Insular de Menorca entre 1987 i 1991 sota la presidència de Tirs Pons i president de la institució entre el juliol de i el setembre de 1991, després de les eleccions de 1991.
Perdé la presidència arran d'una moció de censura el dia 18 de setembre de 1991 que feu el PP amb el suport del trànsfuga Jaume Peralta. Fou així com accedí a la presidència Joan Huguet. Després fou elegit diputat al Congrés dels Diputats a les eleccions generals espanyoles de 1993, 1996 i 2000. Ha estat vocal de la Comissió d'Afers Exteriors del Congrés dels Diputats i portaveu adjunt de la Comissió de Defensa.
En 2007 fou un dels artífex de l'anomenat Pacte de Progrés que va permetre l'accés a la presidència de les Illes al socialista Francesc Antich Oliver, i ell mateix en fou conseller de la presidència de 2007 a 2011.
En juliol de 2013 fou imputat pel Jutjat número 10 de Palma per quatre delictes (falsedat, malversació de cabals, prevaricació i frau) en l'adjudicació i gestió del servei de manteniment i neteja del palau de Marivent de Palma, seu de les vacances estivals de la Família Reial Espanyola. Carrecs que van ser arxivats uns mesos més tard pel jutge instructor.